# 陣地
陣地（じんち、英: position）は、陸戦において地形の優位を得ることを目的とし、部隊、装備などを配備し、築城を施した場所を指す。これをさらに強化したものを要塞と呼ぶ。野戦築城、戦闘陣地(Battle Position, BP)とも呼ばれる。

## 概説
地形は戦闘、特に陸上戦闘の経過に大きな影響を及ぼすため、その特性をいかに有利に活用するかが戦闘の結果に大きく関わる。陣地とは、予め適所に障害物、塹壕、地雷原などを設置し、火網をつくり、戦力を準備することで戦闘において地形の優位性を確保することを狙いとした、比較的簡素な建築がされた地形である。機関銃や火砲などが急速に発達するようになった第一次世界大戦の頃から確立されるようになり、現代戦術論でも重要視されている。

## 分類

### 一線陣地
一線陣地とは、一重構造の陣地形態を言う。具体的には、戦線に対して一重の塹壕が横一線に構築され、後方の掩蔽部（本部・補給拠点など）と交通路で結んだ形態の陣地である。急ごしらえの陣地はこのような形態になる場合が多く、火砲や戦車、航空機などの兵器が発展した今日では強固な陣地とは言えず、長時間にわたって防御を維持することは難しい。日露戦争の初期においては一線陣地が用いられたが、その理由として機関銃や火砲の配備や精度が不十分であったことが挙げられる。ドイツ軍はかつて一線陣地を採用しており、フランス軍は一帯陣地を採用していた。しかし、ドイツ軍は第一次世界大戦のシャンパーニュ地方での戦闘において、フランス軍の火砲によって自軍の一線陣地を徹底的に破壊され、一線陣地の限界を自覚し、次第に一帯陣地へと移行していった。

### 一帯陣地
数線陣地とも、複線陣地とも呼称される。
一帯陣地とは多重構造の陣地形態を言う。具体的には、まず戦線に並行に塹壕を設置し、その後方50～100mに支援陣地を設置して組み合わせた陣地、これを三重に構築し、それらを交通路でつなぐ。その多重陣地の中で掩蔽部に設置し、さらにその後方に予備的に第二の二重の陣地を設置して最前線からここまでを4km～5km程度に収める。そしてさらにその後方10～16kmに休息をとる部隊が配備される陣地が設置される。以上のような形態の陣地が一帯陣地と呼ばれる。砲兵の威力増大、機関銃の発達、多重構造による突破の阻止性などが評価され、第一次世界大戦などを経て各陸軍に採用されるようになっていった。

### 敷帯陣地
数帯陣地、複帯陣地とも呼称される。
敷帯陣地とは一帯陣地をより面的に拡充した形態の陣地である。具体的には一帯陣地を横方向10kmに渡って連結しつつ後方にも第二、第三の一帯陣地を構築し、それぞれの陣地の交通路や塹壕をネットワーク化したものを指す。このような陣地はシャンパーニュ地方、アラス方面のフランス軍の攻撃などを通じてドイツ軍は一帯陣地から敷帯陣地に移行した。これは砲撃の高度化により線的な防御では十分な反撃ができないことによるものである。敷帯陣地においては前方の警戒陣地に少数の戦力を配備し、必要であればこれを放棄し、第二の陣地で本格的な反撃を展開、面的かつ多重的な陣地防御を以って敵の攻撃を破砕する手法が確立された。

### 全面陣地
第一次世界大戦のソンムの戦いにおいて、戦車が登場し、その後の急速な進歩と共に戦車師団・機甲師団の出現をもたらした。これにより、陣地の面的な拡大の必要性はさらに高まり、より縦横共に拡大化した。具体的には、例えば一個師団の全面陣地においては、正面の横幅は8～12kmを持ち、まず深度1～3kmの警戒陣地、そして深度4～6kmの主要陣地、そして3km程度の中間地点を空けてその後方に本部や兵站設備などの掩蔽部を設けた深度5～7kmの設備陣地を置く。その陣地が持つ敵戦力の進出阻止が可能な地域は警戒陣地の正面10km～19km程度である。

### 側面陣地
側面陣地とは敵の進路に対して側面に構築された陣地を指す。この陣地の用件として必要なことは、まず敵の退却路・交通路に対して脅威を与えるもの、敵に対して側面から攻撃を加えることが可能であるもの、陣地の中で迂回に対しても対応できるように構築されており、退却路も確保できているもの、以上の三つである。すなわち側面陣地は正面陣地（通常の陣地）と連携し、さらに地形の特性を十分に考慮して構築される必要性がある。

## 予備陣地
敵に前線の陣地を突破されたり、自ら放棄したりする場合に備えて後方に構築しておく陣地。予備陣地を用意する事で後退を円滑に行い粘り強く戦う事ができる。南北戦争以後、鉄道や自動車の発達で兵力の移動が容易になったこともあり、戦争が長引くようになる。

## 陣地内組織
陣地は外面的には線から多重、面へと移行していったが、陣地の内部の組織も戦闘形態の推移と共に変化している。小銃が基本的な火力点であった時代は、陣地は塹壕を連結させていたが、機関銃が発達するに従って一個歩兵大隊を間隔を空けて配備するようになっていき、戦力をある程度の塊として陣地に配備するようになり、機関銃を中心に火力が展開されるようになり、火力防御の形態がもたらされた。

## 編成
本格的な陣地は主に三つの陣地、すなわち警戒陣地、主要陣地、後方陣地、から構成されている。またこの三つの陣地を基本に前進陣地を建設する場合もある。（ただしここでは一線陣地や敷帯陣地を取り上げず、その基本的な師団防御陣地の編成について述べるに留める）

### 前進陣地
前進陣地とは警戒陣地の前方に建設され、敵の行動を制限し、牽制する。ここには比較的少量の戦力が配備され、この陣地の前方には必要に応じてパトロールが行われる。ここに配備される部隊は前進部隊と呼ばれ、主要交通路を占領、破壊し、地雷、障害物を設置して敵戦力の攻撃を妨害する。

### 警戒陣地
警戒陣地（前哨陣地）とは主要陣地の前方に建設された陣地であり、警戒部隊がここに配備される。前進部隊及び警戒部隊の戦闘支援と撤退のための火力が設置されており、前進陣地が建設されない場合はここで敵についての監視と情報収集が行われる。また後方の主要陣地を掩蔽する意味もあり、防御戦闘においては主要陣地に先立って抵抗を展開する。

### 主要陣地
主要陣地とは、警戒陣地の後方、後方陣地の前面に建設され、歩兵部隊が主に配備された陣地とその後方に火砲・迫撃砲などの支援火器が配備された陣地が多重に構築されている。陣地の最も主力となる陣地であり、ここで敵の攻撃を阻止することが狙いとして建設される。火力支援と前方の歩兵部隊の連携が良好であり、障害物や機関銃などが担当地域を決めて合理的に戦力が配分されていることが求められる。主要陣地の両翼は迂回されないように強固であることが必要であり、地形を考慮した建設が行われなければいけない。

### 火網
火網とは防御を準備するに当たり、攻撃してくる敵を効果的に撃滅することを目的として、主に機関銃（迫撃砲や火砲等の支援火器を含む場合もある）を網のように計量的に配置して、陣地前方の一帯に十字砲火が浴びせるようにした火力配置を指す。防御陣地の編成上、特に重要なものである。

### 対戦車
戦車は陣地の突破にしばしば用いられる兵器であり、その対策を万全にすることも強固な陣地として望ましい。基本的な手段として、河川・湿地帯・断崖などの地形を利用すること、または壕・対戦車地雷・断崖・障害物を建設することも消極的であるが対戦車手段として挙げられる。積極的な対戦車手段として対戦車火器の、対戦車砲・高射砲・ミサイルなどが挙げられる。

## 陣地防御
陣地を以って防御するとしても、敵に対する反撃を組み合わせて敵戦力に大きな損害を与えなければ効果的な防御を行うことは難しい。その方式は基本的な火網の編成や、逆襲への移行などによりいくつかに分類できる。（陣地防御を参照）